# Tanga (quần áo)

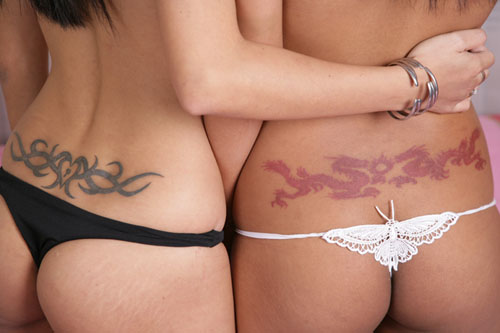
Quần lót dây — Tanga bên trái, bên phải là G-string

Tanga (từ được dùng ở Brasil), còn gọi là Quần lót dây, là một loại đồ lót và đồ bơi nam nữ đều mặc được, nhưng chủ yếu là phụ nữ, được thiết kế theo kiểu có một dải vật liệu mỏng ở giữa để dải dây này nằm lọt vào giữa hai mông của người mặc và nối với phần trước hoặc phần lưng của người mặc. Quần lót dây có rất nhiều kiểu tùy thuộc vào độ dày, vật liệu và có sẵn cho cả nam và nữ trên toàn thế giới.

## Lịch sử
Quần lót dây là hình thức quần áo xuất hiện sớm nhất, là khố, thường là đồ cho nam, còn trong văn hoá phương Tây hiện đại thì quần lót dây lại được phụ nữ ưa thích. Quần lót dây lần đầu tiên trở thành thông dụng như đồ bơi là ở Brasil.
Thế hệ đầu tiên của khố, sau đó phát triển thành quần lót dây, chính là jockstrap, do công ty Sharp & Smith chuyên sản xuất hàng thể thao ở Chicago sáng tạo vào năm 1874. Tham chiếu đầu tiên về quần lót dây cho những năm sau 1900 là năm 1939 khi thị trưởng thành phố New York là ông Fiorello LaGuardia yêu cầu các vũ công thoát y vũ phải có trang phục cho phù hợp hơn. Loại quần bikini nguyên thủy của Jacques Heim và Loius Réard từ năm 1946 đã có một cái dây phía sau. Nhà thiết kế thời trang Rudi Gernreich là người đã giới thiệu loại quần lót dây hiện đại vào năm 1974 và đã trở thành phổ biến ở Nam Mỹ, đặc biệt là ở Brasil. Vào thập niên 1990, quần lót dây được dùng rộng rãi và rất thông dụng ở Hoa Kỳ, doanh thu đã đạt trên 2 tỷ đô la Mỹ vào năm 2006.

## Thiết kế và biến thể
| Sau      | Hai bên                   | Hai bên                 | Hai bên            |
| -------- | ------------------------- | ----------------------- | ------------------ |
| Sau      | Giữ cố định               | Dây buộc                | Không cố định      |
| chữ T    |                           | Underwear - string back |                    |
| G-string | Underwear - triangle back |                         |                    |
| chữ V    | Underwear - V back        |                         |                    |
| chữ C    |                           |                         | Underwear - C back |

Quần lót dây bao gồm loại truyền thống, loại G-string, loại chữ V, loại chữ T và loại chữ C. Tại Úc thường dùng từ G-string. Nhiều ngôn ngữ khác thường mượn từ string (dây) của tiếng Anh để chỉ loại quần lót này và thường loại bỏ chữ G'. Ngoài ra, còn gọi là "tanga".
Có nhiều kiểu khác nhau:
- Quần lót dây truyền thống: Đây là loại thông dụng nhất, có một dải vải có độ rộng khác nhau nối phía trước với lưng quần.
- G-string: Kiểu này cũng gồm một dải vải nối phía trước với phần lưng ở phía sau.
- Chữ V: Tương tự như G-string, kiểu này có một sợi dây nối phía trước ra phía sau và sẻ thành 2 dây ngay chỗ nối với lưng quần hoặc tạo thành một hình tam giác nhỏ ngay phía trên mông nhưng vẫn dưới phần lưng quần. Nếu hẹp quá thì cũng như kiểu chữ T.
- chữ T: Loại này có dây thẳng và nhìn phía sau người mặc thì có hình như chữ T
- chữ C: cũng nhỏ hẹp như kiểu G-string nhưng không có phần lưng, tạo thành hình chữ C giữa hai chân và được giữ cố định bởi một khung ngầm nhưng khá linh động phía trong[5]. Vì không có phần lưng nên kiểu chữ C hoàn toàn không có đường lằn của quần lót. Kiểu chữ C cũng được thiết kế cho loại quần tắm biển để khi tắm nắng thì sẽ không tạo ra vết của quần lót, ngay cả với loại G-string.
- Quần múa: Loại quần này được thiết kế đặc biệt để dùng cho việc trợ giúp các vũ công nam, nhất là vũ công ballet. Mục đích của nó là để bảo vệ và giúp cho các vũ công khi biểu diễn không bị nhìn thấy đồ lót khi mặc đồ bó sát.
- Quần lủng mông: Kiểu này có che một phần mông, nhưng để lộ phần phía dưới của mông. Đôi khi người ta dùng nó như bikini hoặc quần lót như bình thường[cần dẫn nguồn]
- Tanga dây: Đây là loại quần bơi tanga có phần lưng thắt bằng dây[cần dẫn nguồn]

Vật liệu cho quần lót dây có nhiều loại, bao gồm: lụa, vải, satin, nylon, lycra/spandex, latex và cũng có cả loại cho người đang mang thai.

### Quần lót dây cho nam
Ở Mỹ và châu Âu, có một thời gian, nam giới chỉ mặc quần lót dây khi họ là vũ công, khi thi thể hình và các nam vũ công thoát y. Ngày nay, các cửa hàng bán lẻ nào cũng có bộ sưu tập quần lót dây cho nam vì nó ngày càng phổ biến trong thanh niên. Quần lót dây cho nam hoàn toàn khác loại cho nữ, có đường may phía trước tạo chỗ cho bộ phận sinh dục nam được thoải mái.

### Quần lót dây và G-string
G-string là một kiểu quần lót dây.